# 下沉流

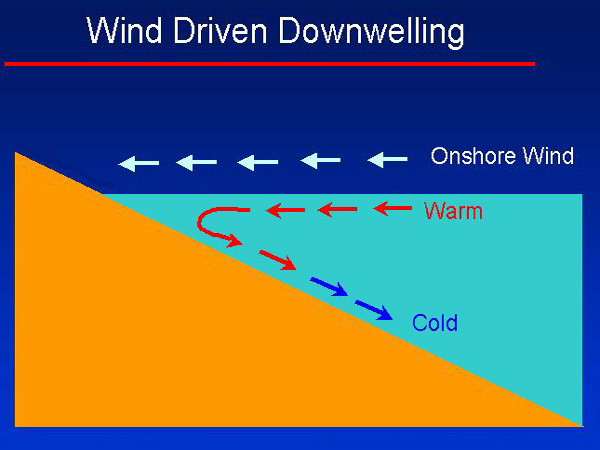
海水沿岸下降的過程

下沉流的過程是較高密度物質沉至較低密度材料下面，如冷水或鹽水沉於溫水下方，又或者是冷空氣於暖空氣的下方。屬於對流的下沉部分。上升是與其相反的過程，這兩種力量共同在海洋中引起溫鹽環流。
隱沒帶冷岩石圈的下沉是板塊構造下沉的另一個例子。

## 海洋下降

在海洋中的下沉

下沉發生在海洋中的反氣旋場所，那裡的暖環順時針旋轉，形成了表面收斂。當這些地表水匯合時，它們會向下移動。發生下沉的另一種方式是當風將海洋吹向海岸線，下陷地區的力較少，因為水柱中的能量被利用，但沒有受補充。 

### 充氧
下沉流也會造成深海充氧，因為這些水能够將氧氣溶解於其中並下降，从而有助于促进整个水域中生物的有氧呼吸。若没有此現象，水内的溶解氧将被生物呼吸作用迅速消耗殆盡，厌氧细菌将分解其，导致硫化氢积聚。在这些有毒的条件下，幾乎没有能生存的底棲生物。在最極端的情况下，下沉作用不足可能会导致大规模灭绝。古生物学家推測，2.5亿年前，深海几乎停止流動。含氧量低的硫化物和富含甲烷的水充满了深海，并进入了大陆棚，在地球史上最大的滅絕事件——二叠纪－三叠纪灭绝事件中，消灭了所有海洋物種的95％。 

### 地點
下沉流发生在北大西洋的亞級迴旋區，那裡有數個地表水流匯合，冷水匯合了較温暖的水，例如南冰洋最外边界，南極冷水沉入了较南太平洋和南大西洋的水域以下。在一些海岸线上也存在下沉现象，風向的吹動導致埃克曼運输將水移動向海岸，然後使水被向下推。

## 參見

地殼下沉